# 압두스 사타르
압두스 사타르(벵골어: আব্দুস সাত্তার, 1906년 5월 1일~1985년 10월 5일)는 방글라데시의 정치인이었다. 방글라데시 민족주의당(BNP)의 당수로 1981년부터 1982년까지 방글라데시의 대통령을 지냈으며, 방글라데시의 부통령을 역임했다. 사타르는 영국령 인도, 동파키스탄, 방글라데시에서 많은 헌법과 정치직을 역임했다. 그는 내각 장관, 대법원 판사, 그리고 최고 선거 책임자였다.
사타르는 방글라데시 역사상 몇 안 되는 행정 대통령 중 한 명이었다. 건강 문제와 노령으로 인해, 그의 짧은 재임 기간은 증가하는 정치적 혼란과 군부의 간섭으로 특징지어졌다. 결국 1982년 방글라데시 쿠데타로 실각했다.

## 대통령직
1981년 5월 지아우르 라만이 암살당했을 때, 약한 부통령 사타르가 병원에 있었고 자동적으로 방글라데시의 대통령 대행이 되었다. 6월 4일 방가바반에서 외신 기자들에게 그는 "국내 민주적 과정을 방해하려는 어떠한 음모도 저지하기 위해" 전 대통령의 사망 후 180일 이내에 치러진 선거가 헌법에 따라 예정대로 진행되고 있다고 발표했다. 비상사태가 선포되었다. 9월 21일의 선거일은 야당이 선거 유세를 위해 더 많은 시간을 요구함에 따라 11월 15일로 연기되었다. 12명의 육군 장교들이 지아우르 살해에 가담한 혐의로 유죄 판결을 받은 후 처형되었을 때 폭력 사태가 발생했다.
1981년 대통령 선거에서 아와미 연맹의 카말 호세인 후보를 누르고 당선되었다. 호세인과 다른 야당 단체들은 투표가 조작되었다고 주장했다. 선거 후에 비상사태가 해제되었다. 사타르는 42명으로 구성된 각료 평의회를 임명했다. 그는 지아우르의 논란이 되고 있는 샤 아지주르 라만 총리가 계속해서 최고위직에 오르게 했다. 사타르는 개인적으로 국방 및 계획 포트폴리오를 보유했다. 그는 경제학자 미르자 누룰 후다를 부통령으로 임명했다. 이웃 인도의 아삼주에서 벵골 무슬림들에 대한 폭력은 사타르 대통령 재임 기간 동안 폭발했다.
사타르는 방글라데시 군대가 국가 발전에 어떻게 기여할 수 있는지를 탐구하기 위해 국가안전보장위원회를 구성했다. 1982년 1월 방글라데시 민족주의당 총재로 선출되었다. 그 후 사타르는 새 내각을 구성했다. 1982년 3월 21일 후다 부통령은 자신이 BNP 내 음모의 희생자라고 주장하며 사임했다.

## 사망
1985년 10월 5일 다카의 수라와르디 병원에서 79세의 나이로 사망하였다.